# Forever (Sandra-Lied)
Forever ist ein Popsong von Sandra aus dem Jahr 2001. Er wurde im Oktober 2001 vorab als erste Single des Albums The Wheel of Time veröffentlicht.

## Entstehung und Veröffentlichung
Forever wurde von zwei Musikern ihrer ursprünglichen Band, Peter Ries (Bass) und Wolfgang Filz (Schlagzeug) geschrieben und von Michael Cretu mit Jens Gad produziert. Es handelt sich um ein Liebeslied, die Protagonistin im Text des Songs macht dem Gegenüber Versprechungen, was sie für ihn tun würde. Sandra bezog das Lied auf Cretu und ihre Beziehung zu ihm.
Die Maxi-Single erschien am 1. Oktober 2001 bei Virgin Records. Sie enthält neben dem 3:45 Minuten langen Radio Edit auch den 3:32 dauernden Straight 4 U Radio Edit, den 8:59 Minuten langen Beatnik Club Mix und den Straight 4 U Remix (5:43 Minuten). Der Song erschien unter anderem auf der Kompilation Platinum Collection (2009).

## Musikvideo
Auch ein Musikvideo wurde zum Song gedreht. Thomas Job führte die Regie. Es zeigt Sandra in einer computergenerierten Umgebung mit vielen visuellen Effekten. Zusätzlich wurde ein Making-of veröffentlicht.

## Chartplatzierungen
| ChartsChartplatzierungen | Höchstplatzierung | Wochen |
| ------------------------ | ----------------- | ------ |
| Deutschland (GfK)        | 47 (7 Wo.)        | 7      |